# Fusconaia subrotunda
Fusconaia subrotunda es una especie de molusco bivalvo  de la familia Unionidae.

## Distribución geográfica
Se encuentra en Canadá y en los Estados Unidos.